# 小行星5654
小行星5654（英語：5654 Terni）是一颗围绕太阳公转的小行星。1993年5月20日，A. Vagnozzi在斯特龙科内发现了此天体。
这颗小行星的绝对星等为131.1504109368094等。